# Mongolski podbój Anatolii
Mongolski podbój Anatolii – najazdy Mongołów na Sułtanat Rumu w latach 1241–1243, które doprowadziły do uzależnienia sułtanatu Seldżuków w Anatolii od imperium mongolskiego. 
W 1230 roku wschodnie rubieże państwa Seldżuków zaatakował Dżalal ad-Din, szach Chorezmu zmuszony do porzucenia swojego państwa przez Mongołów. Sułtan zawarł wówczas przymierze z Ajjubidami i z ich pomocą pokonał armię Dżalal ad-Dina pod miejscowością Jasiczemen w pobliżu Erzindżanu. Dżalal ad-Din ścigany przez Mongołów zginął w 1231 roku. Do Anatolii przybywały kolejne fale tureckich imigrantów, uchodzących przed Mongołami. Niełatwo przystosowywali się oni do miejscowych warunków i w roku 1240 sułtan Kaj Chusrau II musiał krwawo stłumiċ ich rewoltę. W roku 1241 Mongołowie pod wodzą generała Bajdżu zaatakowali Sułtanat Rumu i przystąpili do oblężenia Erzurum. Pod koniec 1242 roku Bajdżu dokonał najazdu na ziemie sułtana seldżuckiego, Kajchusraua II, bawiącego wtedy w Al-Dżazirze z zamiarem zaanektowania obszarów, które po upadku Dżalal ad-Dina były bezpańskie. Wczesną wiosną Mongołowie zdobyli Erzerum. Sułtan Kaj Chusrau II zebrał armię od wszystkich swych lenników, w tym władców Trebizondu, oddziały gruzińskiej i zachodnich najemników. 26 czerwca 1243 roku doszło do bitwy pod Köse Dağ (pod Sadaghem w pobliżu Erzindżanu). 30-tysięczna armia mongolska pod dowództwem Bajdżu pokonała o wiele większe siły pod dowództwem Seldżuków. Bajdżu posunął się w kierunku Cezarei Mazaki. Następnie Mongołowie zdobyli i splądrowali Sivas i Kayseri. Uciekający Kaj Chusrau zatrzymał się dopiero w Antalyi. W wyniku zwycięskiej kampanii spustoszony Sułtanat Rumu stał się lennem Mongołów, i zaczął płacić im trybut. 
Władcy Małej Armenii z wielką uwagą odnieśli się do druzgocącej klęski armii seldżuckiej w 1243 roku, zadanej przez ekspedycyjne siły mongolskie pod wodzą prowincjonalnego. W 1243 roku król Hetum wysłał do Bajdżu pełne szacunku posłanie, również uznał zwierzchnictwo mongolskie.